# Haletta semifasciata
Haletta semifasciata är en fiskart som först beskrevs av Valenciennes, 1840.  Haletta semifasciata ingår i släktet Haletta och familjen Odacidae. IUCN kategoriserar arten globalt som livskraftig. Inga underarter finns listade i Catalogue of Life.